# Jerry Ehman

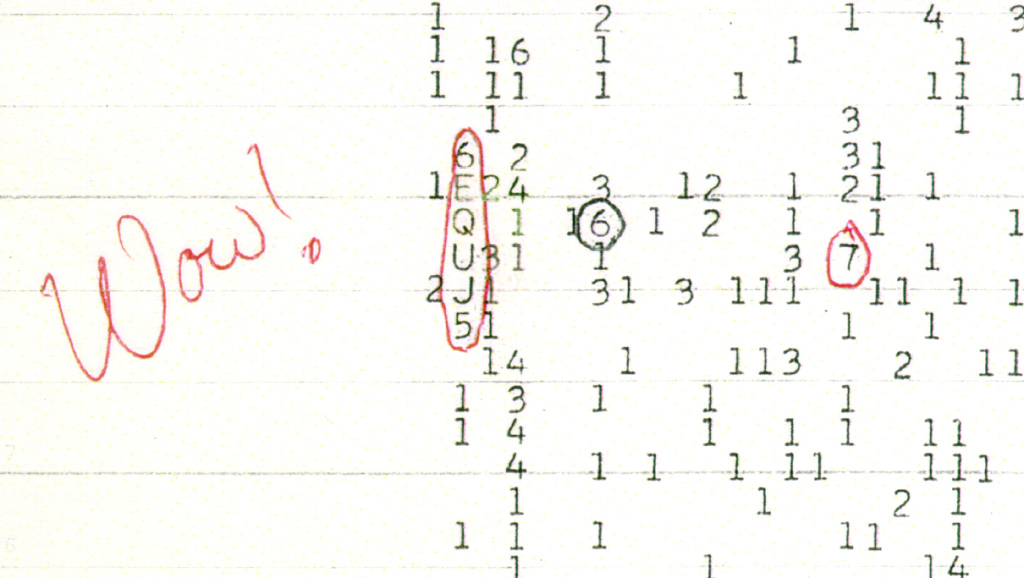
semnalul Wow!

Jerry R. Ehman este un astronom american, celebru pentru detecția unui semnal radio cunoscut ca semnalul Wow! la 15 august 1977 în timp ce lucra la un proiect SETI la un telescop al Universității de Stat din Ohio.